# Chinita
Chinita ist ein spanischer weiblicher Kosename. Er bedeutet so viel wie Steinchen, kleiner Kiesel oder Marienkäfer, ist aber auch die Verkleinerungsform von china (= 'Chinesin').
In Mexiko ist Chinita die Koseform für eine weibliche Person mit Locken (pelo chino = 'lockiges Haar').
Chinita war der Künstlername der brasilianischen Tänzerin Chinita Ullmann (eigentlich  Frieda Ullmann).